# Vickers Vulcan
O Vickers Vulcan, foi um avião comercial de linha aérea britânico de configuração de asa biplano e monomotor, foi construído pela Vickers Limited no aeródromo de Brooklands em Surrey, Inglaterra. Ele tinha capacidade para oito passageiros e um piloto.

## Design e desenvolvimento
O Vickers Vulcan foi desenhado por Rex Pierson engenheiro da Vickers. Ele realizou seu primeiro voo em abril de 1922 nas mão do piloto e chefe de testes S. Cockrell, no aeródromo de Brooklands em Surrey.
O Vulcan foi baseado em uma versão civil do bombardeiro Vimy, mas com muitas modificações, incluindo uma fuselagem muito maior e mais alta, e um em vez de dois motores Rolls-Royce Eagle VIII, a intenção era custos de operações menores. Pelo formato da fuselagem, assim como nas características de voo, receberam o apelido de "Flying Pig" (Em português: "Porco Voador"). A primeira entrega ocorreu em agosto de 1922, para a Instone Air Line Ltd. Outros operadores incluíam a Imperial Airways e a Qantas (no entanto, este último devolveu a aeronave porque seu desempenho era muito ruim para as necessidades da empresa). O último Vulcan à voar foi o Type 74 com a Imperial Airways. Ele caiu em julho de 1928 durante um voo de teste do aeroporto de Croydon.
|  |

## Variantes
- Type 61 – primeira versão de produção, cinco produzidos.
- Type 63 – versão de carga baseado no Type 61, um construído.
- Type 68 – proposta versão colonial com um motor Eagle VIII, não construído.
- Type 74 – atualização com um motor Napier Lion de 450 horses power (336 quilowatts), dois produzidos.
- Type 86 – porposta de uma versão toda em metal com um motor Eagle VIII, não construído.

## Operadores
Austrália
- Qantas

 Reino Unido
- Imperial Airways
- Instone Air Line

## Acidentes e incidentes
- A aeronave de registro G-EBEM (Type 61). Desapareceu na costa da Itália em maio de 1926.
- A aeronane de registro G-EBLB (Type 74). Destruída durante teste no Aeroporto de Croydon, Purley em julho de 1928.